# 皮埃尔芒德
皮埃尔芒德（法語：Pierremande，法語發音：[pjɛʁmɑ̃d]）是法国上法蘭西大區埃纳省的一个市镇，属于拉昂区。

## 地理
皮埃尔芒德（49°34'17"N, 3°15'1"E）面积7.57 平方千米，位于法国上法蘭西大區埃纳省，该省份为法国北部内陆省份，北起北部省，西接索姆省和瓦兹省，东临阿登省和马恩省，西南至塞纳-马恩省，东北部与比利时接壤。
与皮埃尔芒德接壤的市镇（或旧市镇、城区）包括：欧特勒维尔、比尚库尔、尚村、福朗布赖、圣保罗欧布瓦、桑斯尼。

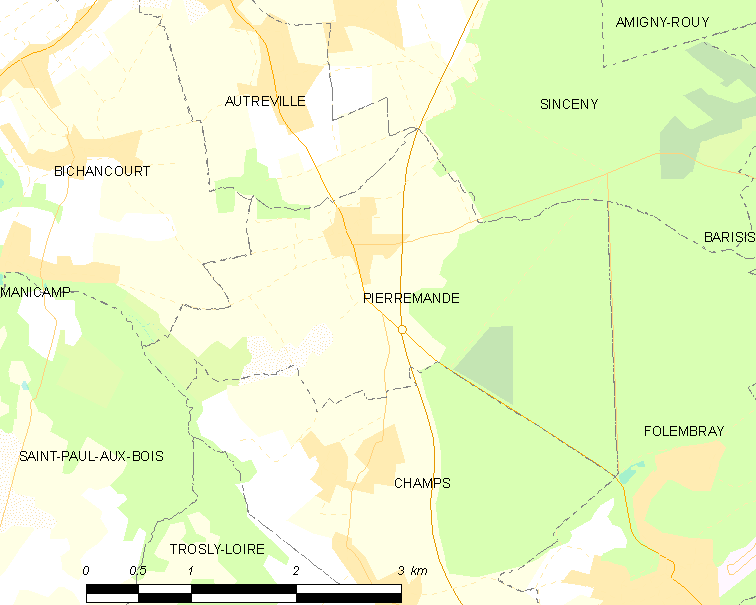
皮埃尔芒德的OSM定位图

皮埃尔芒德的时区为UTC+01:00、UTC+02:00（夏令时）。

## 行政
皮埃尔芒德的邮政编码为02300，INSEE市镇编码为02599。

## 政治
皮埃尔芒德所属的省级选区为绍尼县。

## 人口

1962-2008年间皮埃尔芒德人口变化图示

皮埃尔芒德于2022年1月1日时的人口数量为249人。